# الحكماء (كتاب)
الحكماء: ستة أصدقاء والعالم الذي صنعوه (بالإنجليزية: The Wise Men: Six Friends and the World They Made)‏ هو كتاب صادر عام 1986 من تأليف والتر آيزكسن وإيفان توماس. يتحدث الكتاب عن مجموعة مسؤولي الحكومة الأميركية وأعضاء من مؤسسة السياسة الخارجية الذين طوروا سياسة الاحتواء للتعامل مع الكتلة الشرقية، وأسسوا مؤسسات ومبادرات مثل الناتو، البنك الدولي ومشروع مارشال. الرجال هم جورج كينان، أفيريل هاريمان، دين آتشيسون، تشارلز بوهلن، روبرت لوفيت وجون مكلوي.

## أعضاء المجموعة
يحدد الكتاب ستة أشخاص كانوا مستشارين مهمين في السياسة الخارجية لرؤساء الولايات المتحدة من فرانكلين دي روزفلت ليندون جونسون وكانوا مؤثرين في تطوير السياسة الخارجية لفترة الحرب الباردة لأمريكا. الستة هم:
- دين أتشسون، وزير الخارجية في عهد الرئيس هاري ترومان
- تشارلز بولن، سفير الولايات المتحدة لدى الاتحاد السوفيتي، الفلبين، وفرنسا
- دبليو افريل هاريمان، المبعوث الخاص للرئيس فرانكلين روزفلت
- جورج ف. كينان، سفير الاتحاد السوفيتي ويوغوسلافيا، مدير الدولة لتخطيط السياسات
- روبرت أ. لوفيت، وزير دفاع ترومان
- جون ج. ماكلوي، مسؤول في وزارة الحرب ثم المفوض السامي للولايات المتحدة في ألمانيا.

ضمت المجموعة محامين واثنين من المصرفيين ودبلوماسيين. خمسة من الستة كانوا من مجموعة جورج تاون. عرف أتشيسون وهاريمان ولوفيت بعضهم البعض منذ أيامهم في المدرسة الإعدادية أو الكلية وفي وول ستريت. كان بوهلين، كينان وماكويل أصغر سناً ولم يعرفوا الآخرين جيدًا حتى جعلتهم حياتهم العامة على اتصال وثيق.

## التأثير
اندمجوا كمجموعة عندما أصبح ترومان رئيسًا في عام 1945 وكان في أمس الحاجة إلى مشورة بشأن السياسة الخارجية، لأنه كان يعرف القليل جدًا في هذا المجال. ساعدت المجموعة على إنشاء سياسة خارجية للحزبين تقوم على مقاومة التوسع في القوة السوفيتية. يصفهم المؤلفون بأنهم المهندسون المعماريون الخفيون وراء مبدأ ترومان وخطة مارشال واحتواء الحرب الباردة. كينان، على وجه الخصوص، يعتبر «والد الاحتواء».
يصورهم الكتاب على أنه تجسيد للمثالية المتمثلة في الحنكة السياسية المتمثلة في عدم الحياد، والأممية العملية، والنفور من الحماس الأيديولوجي. كانت تميل إلى أن تكون عملية وواقعية وغير أيديولوجية. بعد أن تقاعد الستة من الحياة العامة، أطلق عليهم هم وغيرهم من شيوخ المؤسسات المتشابهة في التفكير «الحكماء».
في عامي 1967 و 1968، استدعاهم جونسون وعدد قليل آخر (بما في ذلك الجنرال عمر برادلي) لتقديم المشورة له بشأن السياسة الخارجية، وخاصة حرب فيتنام. في نوفمبر 1967، أوصوا بالإجماع بالبقاء في فيتنام، ولكن في اجتماع ثانٍ محوري في مارس 1968، قال معظمهم إن الحرب لا يمكن كسبها ويجب سحب القوات الأمريكية.

## الإرث
يتم في بعض الأحيان تقييم شخصيات عامة لاحقًا، مثل كلارك كليفورد وجيمس أ. بيكر الثالث وروبرت شتراوس بمقارنتها بهؤلاء «الحكماء».